# Rock County (Minnesota)
Rock County is een county in de Amerikaanse staat Minnesota.
De county heeft een landoppervlakte van 1.250 km² en telt 9.721 inwoners (volkstelling 2000). De hoofdplaats is Luverne.

## Bevolkingsontwikkeling

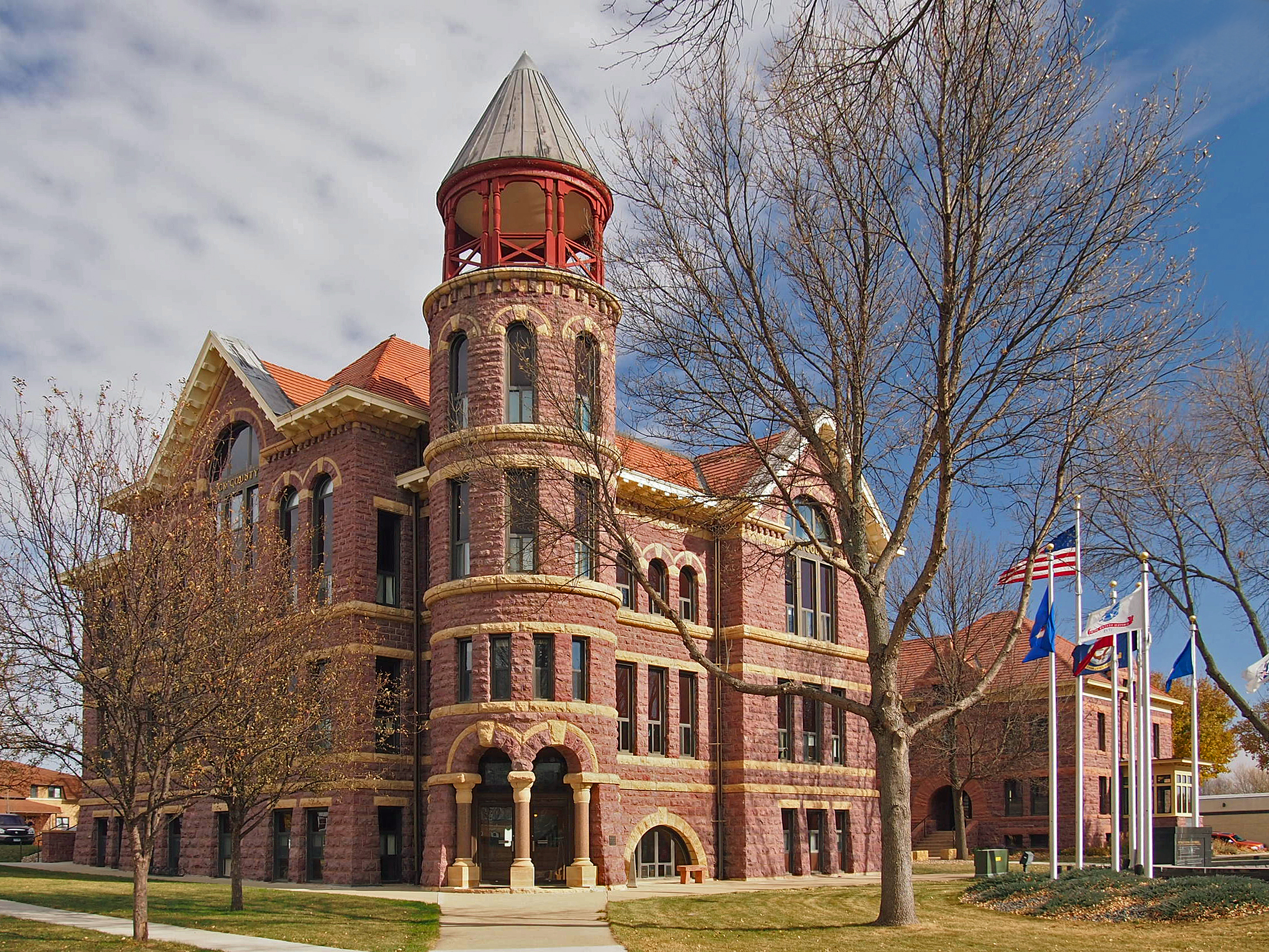
Rock County Courthouse